# Mounir Boukadida
Mounir Boukadida (en árabe: منير بوقديدة‎; Sousse, Túnez, 24 de octubre de 1967) es un exfutbolista de Túnez que jugaba en la posición de defensa.

## Carrera

### Club
| Periodo   | Club                | Apariciones | Goles |
| --------- | ------------------- | ----------- | ----- |
| 1987-1999 | ES Sahel            | 182         | 9     |
| 1999–2003 | SV Waldhof Mannheim | 64          | 0     |

### Selección nacional
Jugó para Túnez en 55 ocasiones de 1992 a 2002 y anotó cuatro goles; participó en la Copa Mundial de Fútbol de 1998 y en cuatro ediciones de la Copa Africana de Naciones.

## Vida personal
Su hija Myriem es modelo para la marca de ropa Guess.

## Logros
- CLP-1 (1): 1996/97
- Copa de Túnez (1): 1995/96
- Supercopa de Túnez (1): 1987
- Copa CAF (2): 1995, 1998
- Recopa Africana (1): 1997
- Supercopa de la CAF (1): 1998